# ミッドナイトスペシャル (ヤマハ発動機)
ミッドナイトスペシャル（Midnight Special）とは、ヤマハ発動機が販売していたオートバイの特別仕様車である。

## 概要
1980年頃に特定車種の特別塗装仕様として販売された。日本国内国外を含めて特に地域を問わず販売され、また販売台数の限定も行われていない。
燃料タンクや前後フェンダーおよびサイドカバーなどの外装類を黒の単色とするほか、エンジン本体からマフラー、フロントフォークアウターチューブ、リアショックアブソーバーボディ、ヘッドライトケース、ウインカーボディ、ハンドルバーからミラーにいたるまで徹底的にブラックアウトされている。
その一方、キャストホイールのハブおよびスポーク、燃料タンクのキャップおよびモール、グラブバー、ヘッドライトリムの他、エンブレム類などが、アクセントカラーとして金色となっている。
採用されたモデルは、基本的にクルーザー（アメリカン）タイプの車種となっている。1980年代当時のヤマハ製クルーザーモデルは、ネーミングの法則として車名の末尾に「スペシャル」とされるのが特徴となっている。これはベースモデルとなるロードスポーツの派生仕様として区分される意味合いを持つ名称でもある。また、例外的に原付クラスのレジャーバイクQA50（ポッケ）においても同様の仕様が採用されているが、こちらはスペシャル含まない車名である事から「ポッケ・ミッドナイト」となっている。

### 採用車種
- ポッケ
- RX50スペシャル
- XS250スペシャル
- XJ650スペシャル
- XS850スペシャル（輸出専用モデル）
- XV920ビラーゴ（輸出専用モデル）
- XV1000ビラーゴ（輸出専用モデル）
- XS1100（輸出専用モデル）

## 関連する仕様
黒系統で統一した特別塗装仕様には、後年にも同様の仕様が存在する。

### ミッドナイト
2000年発売のXV1600ASロードスターミッドナイトスターで初登場となった「ミッドナイト仕様」は、XV1600系の後継車種であるXV1700AロードスターとXV1700ATロードスターシルバラードおよび派生車種のXV1700ウォーリアの各車に採用された。また2005年に発売されたXV1900Aミッドナイトスターの登場により、同仕様はサブネームとして昇格。XVS1300AおよびXVS950Aとともにミッドナイトスターシリーズを展開している。これらの仕様は、全体として黒色の外装を基調とするものの完全に黒一色に統一されない場合も含み、また金色のアクセントカラーを採用していない点などが、ミッドナイトスペシャルとの相違点となる。

### ブラックスペシャル
ヤマハスポーツプラザ（YSP）において特別仕様「ブラックスペシャル」が販売される場合がある。
2004年に限定販売された「XJR1300 YSPブラックスペシャル」では、外装およびパーツ類が黒単色で統一され、フロントフォークアウターチューブ、マフラーサイレンサー、エンブレム類などが、アクセントカラーとして金色となっている。同XJR1300の仕様はミッドナイトスペシャルに近いコンセプトとなっている。
2006年に限定販売された「SR400 YSPブラックスペシャル」では、エンジン本体、フロントフォークアウターチューブ、ホイールリム、ホイールハブなどが従来とは異なり黒色とされ、燃料タンクは黒をベースに明暗2色の銀のグラフィックが施されている。マフラー、前後フェンダー、グラブバー、ヘッドライトケースなどはクローム仕上げとなっており、色目としてはミッドナイト仕様に近いコンセプトとなっている。